# Saison 3 de The Last Ship
Chronologie
Saison 2 Saison 4
La troisième saison de The Last Ship, série télévisée américaine, est constituée de treize épisodes, diffusée du 19 juin 2016 au 11 septembre 2016 sur TNT.

## Distribution

### Acteurs principaux
- Eric Dane (VF : Renaud Marx) : commandant Tom Chandler puis Chef des opérations navales
- Adam Baldwin (VFB : Erwin Grünspan) : commandant Mike Slattery
- Travis Van Winkle (VFB : Sébastien Hébrant) : lieutenant Danny Green
- Marissa Neitling (VFB : Marie Du Bled) : lieutenant Kara Foster Green puis chef de cabinet adjoint du président
- Charles Parnell (VFB : Jean-Michel Vovk) : premier maître Hugh Jeter
- Christina Elmore (VFB : Melissa Windal) : lieutenant Alisha Granderson
- Jocko Sims (VFB : Nicolas Matthys) : lieutenant Carlton Burk
- Kevin Michael Martin (VFB : Pierre Le Bec) : Eric Miller
- Bren Foster (VFB : Michelangelo Marchese) : premier maître Wolf Taylor
- Bridget Regan (VFB : Valérie Siclay) : Sasha Cooper

### Acteurs récurrents
- John Pyper-Ferguson : Ken « Tex » Nolan
- Fay Masterson : l’ingénieur en chef puis commandant en second du Nathan James Andrea Garnett
- LaMonica Garrett (VF : Jean-Baptiste Anoumon) : lieutenant Cameron Burk, officier tactique
- Emerson Brooks : Commandant du USS Hayward Joseph Meylan puis le commandant en second du Nathan James
- Elisabeth Röhm (VF : Anne Dolan) : Allison Shaw, chef de cabinet du président Michener
- Fernando Chien (en) : Président Peng
- Dichen Lachman (VF : Sybille Tureau) : Jesse
- Devon Gummersall (VFB : Thibaut Delmotte) : Jacob Barnes
- Lucy Butler (VFB : Micheline Tziamalis) : Sénatrice Roberta Price
- Nestor Serrano (VF : Pierre Dourlens) : secrétaire Alex Riveira
- John Cothran (VFB : Patrick Donnay) : Président Howard Oliver
- Ayako Fujitani : Kyoko
- Hiroyuki Sanada : Takehaya

## Production
Le 11 août 2015, The Last Ship est renouvelée pour une troisième saison de treize épisodes dont la diffusion est prévue en été 2016. Tandis que les deux premières saisons mettaient en vedette le début de la maladie et comment celle-ci a presque anéanti toute la civilisation, la troisième se concentrera sur la reconstruction de l'Amérique.
Le 21 octobre 2015, Bridget Regan intègre la distribution dans le rôle récurrent de Sasha Cooper, un ancien officier de la Naval Intelligence sous couverture diplomatique en Chine pour le nouveau gouvernement des États-Unis. Neuf jours plus tard, Elisabeth Röhm est annoncée dans un rôle également récurrent, celui du chef de cabinet du président Michener. Le tournage a débuté en octobre 2015. En mars 2016, le début de la diffusion de la saison est annoncé pour le 12 juin 2016. Cependant, en raison de la fusillade du 12 juin 2016 à Orlando et d'une scène similaire présente dans le premier épisode, TNT reporte le début de la diffusion de la saison à une date indéterminée. Deux jours après, la chaîne annonce que le début de la diffusion débutera le 19 juin 2016.

## Liste des épisodes

### Épisode 1:L'Ennemi de la paix
- États-Unis : 19 juin 2016 sur TNT
- France : 10 août 2017 sur W9[9]

- États-Unis : 1,78 million de téléspectateurs[10] (première diffusion)

### Épisode 2:Signaux de détresse
- États-Unis : 19 juin 2016 sur TNT
- France : 10 août 2017 sur W9[9]

- États-Unis : 1,78 million de téléspectateurs[10] (première diffusion)

L'équipage de l'USS Nathan James enlevés sont faits prisonniers sur un bateau. Les lieutenants Green et Burk, seuls rescapés, tentent de rejoindre le port, mais le navire n'est plus à quai ; il a reçu l'ordre direct de s'éloigner.

### Épisode 3:La Légende de Takehaya
- États-Unis : 26 juin 2016 sur TNT
- France : 10 août 2017 sur W9[9]

- États-Unis : 2,41 millions de téléspectateurs[11] (première diffusion)

Chandler, Wolf, Sasha, Green et Burk ont réussi à rejoindre l'USS Nathan James avec l'aide de Jessie. Ils découvrent que les hommes d'équipage kidnappés l'ont été par des pirates qui fréquentent régulièrement la ville de Shenzhen et s'y rendent. Chandler est bien décidé à retrouver ses hommes et comprendre ce qui se trame derrière tout ça. 

### Épisode 4:L'Ombre chinoise
- États-Unis : 3 juillet 2016 sur TNT
- France : 10 août 2017 sur W9[9]

- États-Unis : 1,97 million de téléspectateurs[12] (première diffusion)

Takehaya, le chef des pirates, envoie au président Michener un message, dans lequel il lui ordonne de retirer les destroyers américains des îles d'Okinawa au Japon, faute de quoi il exécuterait les prisonniers un par un. 

### Épisode 5:En terrain miné
- États-Unis : 10 juillet 2016 sur TNT
- France : 17 août 2017 sur W9

- États-Unis : 2,50 millions de téléspectateurs[13] (première diffusion)

Grâce à une carte trouvée dans le bureau du président Peng, l'USS Nathan James se dirige vers une zone restreinte d'îles où pourraient être retenus ses membres d'équipage. Proche d'une d'elles, le navire se retrouve au milieu d'une zone très fortement minée. Commence alors une course contre la montre pour déminer le lieu sans faire exploser le navire.

### Épisode 6:Extraction
- États-Unis : 17 juillet 2016 sur TNT
- France : 17 août 2017 sur W9

- États-Unis : 2,34 millions de téléspectateurs[14] (première diffusion)

Les pirates se mettent à fuir leur camp lorsqu'ils apprennent que la Navy approche. Les prisonniers l'ont également compris et envoient un dernier signal à l'USS Nathan James afin qu'il puisse les localiser précisément. 
Arrivés sur place, Chandler et son équipe éliminent les hommes de Takehaya avant d'être attaqués par les services secrets chinois. Le "Nathan James" les élimine avec un tir à distance, et les prisonniers sont sauvés et ramenés à bord ; Takehaya est arrêté.

### Épisode 7:Dans le noir
- États-Unis : 24 juillet 2016 sur TNT
- France : 17 août 2017 sur W9

- États-Unis : 2,46 millions de téléspectateurs[15] (première diffusion)

De retour sur l'USS Nathan James, les membres d'équipage kidnappés se remettent doucement. Le Commandant Slattery reprend son poste, épaulé par Chandler. Takehaya, fait prisonnier, est interrogé. Il accuse les États-Unis d'avoir voulu empoisonner son pays. Chandler veut comprendre pourquoi le remède n'a pas fonctionné au Japon. 
Au même moment, quatre navires de la flotte du président Peng se rapprochent. L'USS Nathan James passe en mode furtif...

### Épisode 8:Jeux de pouvoir
- États-Unis : 31 juillet 2016 sur TNT
- France : 24 août 2017 sur W9

- États-Unis : 2,40 millions de téléspectateurs[16] (première diffusion)

Les États-Unis sont en deuil à la suite du décès du président Michener. Le vice-président, Howard Oliver, est en route pour Saint-Louis afin de prendre ses nouvelles fonctions. 
De son côté, l'USS Nathan James fait route vers Shenzhen pour retrouver Wu Ming, un trafiquant qui pourrait fournir à la Navy des informations sur les projets du président Peng, mais en arrivant sur place, la ville était totalement détruite. La Navy réussit à localiser Wu Ming avec l'aide de Takehaya. Chandler et son équipe le trouvent en train d'être torturé par les services secrets chinois. Après avoir éliminé ces derniers, ils découvrent des numéros de référence d'un bateau transportant une cargaison de Peng. 

### Épisode 9:Enfer ou paradis?
- États-Unis : 14 août 2016 sur TNT
- France : 24 août 2017 sur W9

- États-Unis : 2,002 millions de téléspectateurs[17] (première diffusion)

Chandler présume que le président Peng procède à un génocide. Il a fait fabriquer des missiles contenant un virus qui neutralise le remède et les a envoyés stratégiquement sur l'Asie. L'USS Nathan James fait cap sur une petite île où ils auraient été confectionnés afin d'en savoir plus. Chandler et son équipe découvrent la prochaine cible de Peng, La Corée.
De retour sur le « Nathan James », Takehaya leur suggère une route que le navire transportant les missiles de Peng pourrait prendre. Deux destroyers américains prêtent main-forte au « Nathan James » afin de détruire le navire chinois. Mais ils sont immédiatement pris en embuscade.

### Épisode 10:La Raison et la force
- États-Unis : 21 août 2016 sur TNT
- France : 24 août 2017 sur W9

- États-Unis : 2,32 millions de téléspectateurs[18] (première diffusion)

Après la perte de deux navires et d'hommes de la Navy, Chandler est plus décidé que jamais à mener à bien sa mission en Asie et anéantir le président Peng. Au même moment, à Saint-Louis, le nouveau président est forcé de démanteler, 48h seulement après sa prise de fonctions, toutes les mesures actées par son prédécesseur et émet un mandat d'arrêt à l'encontre de Chandler. Le Commandant Meylan prend le contrôle de l'USS Nathan James et veut rentrer en Amérique. Chandler suspecte un coup d'état au pays ; il peut compter sur le soutien de ses hommes afin de reprendre le commandement.

### Épisode 11:Coup d'État
- États-Unis : 28 août 2016 sur TNT
- France : 31 août 2017 sur W9

- États-Unis : 2,54 millions de téléspectateurs[19] (première diffusion)

Aux États-Unis, Kara et Jacob Barnes, désormais en cavale, tentent d'obtenir de l'aide. Rejoints par Tex, ils retournent à Saint-Louis empêcher le président Oliver de faire son discours.
Au même moment, à l'est de la mer de Chine, Chandler tente de capturer le président Peng, venu à Tokyo détruire les archives nationales du Japon. L'équipage de l'USS Nathan James prend d'assaut l'un des deux derniers destroyers chinois, et met hors d'état de nuire l'autre. Chandler et son équipe éliminent tous les hommes de Peng, et Takehaya finit par le tuer.
À Saint-Louis, Kara, Jacob et Tex exfiltrent le président Oliver de la Maison-Blanche, mais Jacob est capturé et finit par être tué.

### Épisode 12:Résistance
- États-Unis : 4 septembre 2016 sur TNT
- France : 31 août 2017 sur W9

- États-Unis : 2,13 millions de téléspectateurs[20] (première diffusion)

Les États-Unis sont désormais sous l'autorité des dirigeants des régions. Kara et Tex, devenus des criminels recherchés, fuient en compagnie du président Oliver. Ils se rendent à San Diego où ils espèrent être rejoints par Chandler et l'équipage de l'USS Nathan James. Ce dernier y est, en effet, attendu afin de remettre son prisonnier : le Commandant Chandler, accusé de traîtrise par Allison Shaw.

### Épisode 13:Ne te retourne pas
- États-Unis : 11 septembre 2016 sur TNT
- France : 31 août 2017 sur W9

- États-Unis : 2,27 millions de téléspectateurs[21] (première diffusion)

Après avoir arrêté Castillo, Chandler décide de reprendre le contrôle des autres régions et envoie une équipe dans chacune d'elles afin d'intercepter leurs dirigeants. Il veut également arrêter Allison Shaw, à la tête du coup d'État. Mais cette dernière réussit à se dérober et tente d'exterminer l'USS Nathan James et son équipage avant de prendre la fuite. Les hommes de Chandler réussissent à l'intercepter dans un aérodrome avant que son avion ne décolle. Mais Shaw passe un coup de fil à Chandler: elle détient ses enfants à bord ; son père a été quant à lui tué. Chandler doit se rendre. Au moment où l'avion s'apprête à décoller avec Shaw et Chandler à bord, Tex s'introduit par l'arrière, et neutralise les hommes de Shaw, mais finit par être tué d'une balle reçue dans le ventre. Shaw continue de justifier ses actes jusqu'à ce que Chandler l'exécute.